# Mulheres na ciência

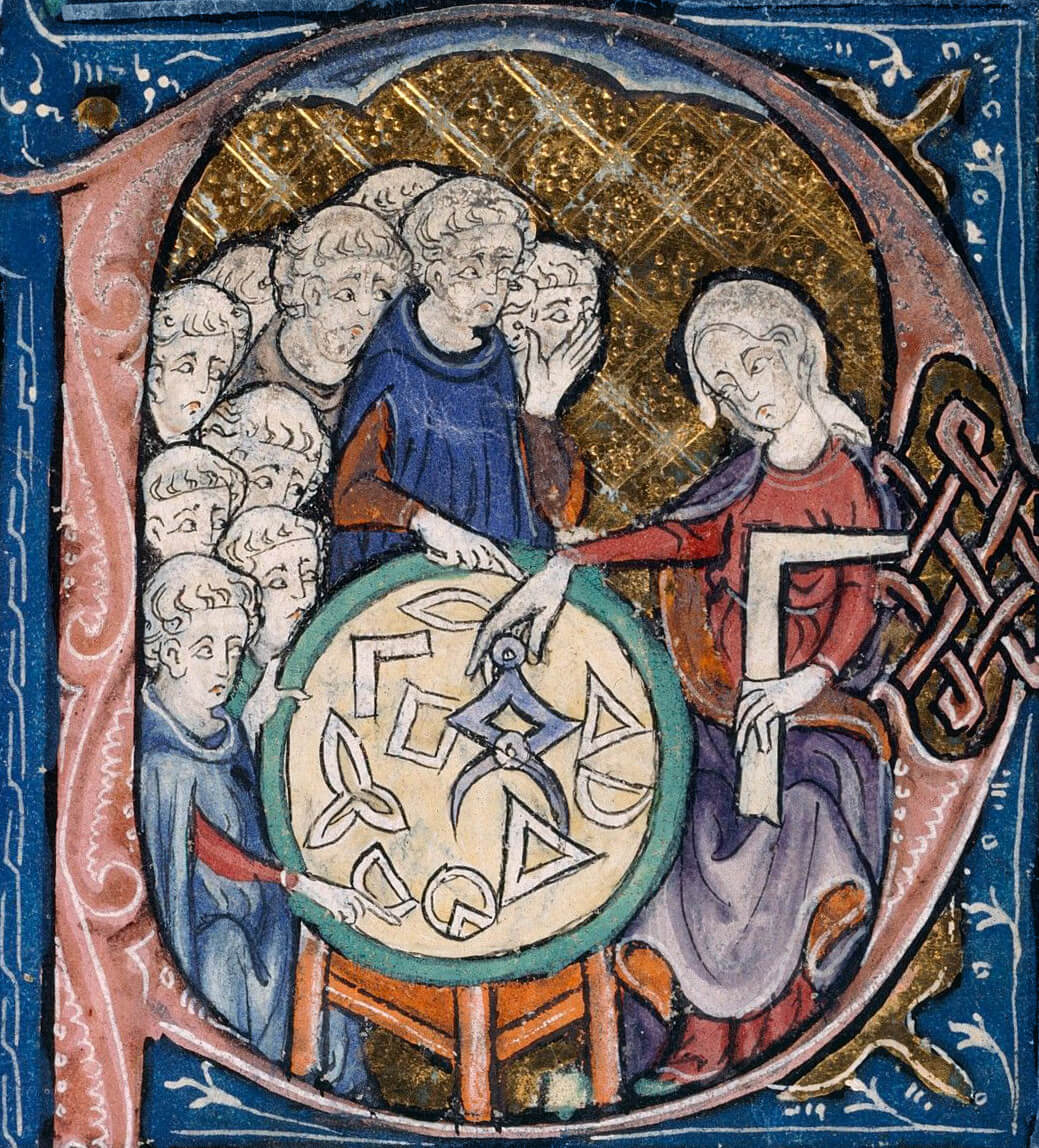
Mulher ensinando geometria. Ilustração de uma tradução medieval dos Elementos de Euclides, 1310).

A participação das mulheres na construção do pensamento científico é tão antiga quanto o princípio da ciência. Historiadores interessados em estudos sobre gênero e ciência trouxeram à tona as contribuições e realizações científicas femininas, as barreiras por elas enfrentadas e as estratégias implementadas para que seus trabalhos fossem revisados e publicados em grandes periódicos científicos. O estudo histórico, crítico e sociológico dessas questões tornou-se uma disciplina acadêmica própria.
Em várias civilizações antigas, houve participação ativa das mulheres no campo da medicina. Na Grécia antiga, o estudo da filosofia natural era aberto às mulheres. Além disso, sabe-se da contribuição feminina para a protociência da alquimia no I ou II séculos d.C. Durante a Idade Média, os conventos foram um importante lugar de educação para as mulheres, e algumas dessas comunidades forneceram oportunidades para que as mulheres contribuíssem para a pesquisa acadêmica. Enquanto o século XI viu o surgimento das primeiras universidades, as mulheres foram, na maior parte, excluídas da educação universitária. A atitude em relação à educação das mulheres na área médica na Itália parece ter sido mais liberal do que em outros lugares. A primeira mulher a ganhar uma cadeira universitária em um campo científico de estudos foi a cientista italiana do século XVIII, Laura Bassi.
Apesar da imposição de papéis de gênero no século XVIII, as mulheres protagonizaram grandes avanços na ciência. Durante o século XIX, as mulheres foram excluídas da maior parte da educação científica formal, mas começaram a ser admitidas nas sociedades eruditas durante o mesmo período. No final do século XIX, a ascensão da faculdade de mulheres proporcionou empregos para mulheres cientistas e oportunidades de educação. 
Marie Curie, uma química e física polonesa, foi a primeira mulher a receber um Prêmio Nobel em 1903 (física), e recebeu novamente o prêmio em 1911 (química), ambos por seu trabalho sobre radiação, sendo a primeira pessoa e única mulher a ser laureada duas vezes e continua sendo a única pessoa a receber o Prêmio Nobel em duas áreas distintas. Entre 1901 e 2019, apenas cinquenta e quatro mulheres, dentre um total de 923 laureados, receberam o Prêmio Nobel, das quais vinte foram em física, química, fisiologia ou medicina.

## História

### Antiguidade
A atuação feminina na medicina foi registrada em diversas civilizações antigas. O registro mais antigo de uma mulher cientista na história da ciência é o de Merit Ptah (2.700 a.C.), no Antigo Egito, a qual era considerada "médica chefe", muito antes da conhecida Peseshet. Outras médicas conhecidas são Agamede, citada por Homero como uma curandeira na Grécia Antiga antes da Guerra de Troia (1194–1184 a.C.), e Agnodice, a primeira mulher médica a exercer legalmente essa profissão em Atenas no século IV a.C.
O estudo da filosofia natural na Grécia Antiga era aberto às mulheres. Aglaonice, filósofa e astrônoma, previa eclipses lunares. Teano, pupila e esposa de Pitágoras da escola de Crotona, na qual estudavam muitas outras mulheres, foi matemática, física, astrônoma, filósofa, médica e psicóloga. Dentre seus trabalhos mais importantes estão o Teorema do Retângulo de Ouro, o Teorema da Proporção Áurea, a Teoria dos Números, a Construção do Universo, Cosmologia e a Vida de Pitágoras (obra perdida) Temistocleia, filósofa, matemática e alta profetisa de Delfos, foi mestra de Pitágoras e o introduziu aos princípios da ética.
Durante o período da civilização babilônica (por volta de 1200 a.C.), duas perfumistas chamadas Tapputi-Belatekallim e -ninu (a primeira metade de seu nome é desconhecida) obtiveram essências de plantas usando procedimentos de extração e destilação. Se definirmos a química como o uso de equipamentos e processos químicos, então podemos identificar essas duas mulheres como as primeiras químicas. Mesmo durante a dinastia egípcia, houve participação feminina na química aplicada, como a fabricação de cerveja e a preparação de compostos medicinais.
Há muitos registros de mulheres na alquimia, muitas das quais viveram em Alexandria por volta do século I ou II d.C., onde a tradição gnóstica valorizava as mulheres. A mais conhecida, Maria, a Judia, foi a inventora de vários equipamentos para uso na química, incluindo o banho-maria (em homenagem à Maria) e um tipo de alambique ou aparelho de destilação simples. Tais equipamentos de destilação foram chamados de kerotakis (simples) e tribikos (complexo).
Hipátia de Alexandria (370-415) - filha de Teão de Alexandria, acadêmico e diretor da Biblioteca de Alexandria- foi uma professora reconhecida de astronomia, filosofia e matemática na Escola Neoplatônica. Ela é conhecida como a primeira mulher matemática na história por causa de suas grandes contribuições para essa ciência. Credita-se a Hipátia a escrita de três importantes tratados sobre geometria, álgebra, astronomia, bem como a invenção de um hidrômetro, de um astrolábio e um instrumento para destilar água. Há evidências de que Hipátia deu palestras públicas e pode ter exercido algum tipo de cargo público em Alexandria. No entanto, sua vida frutífera foi interrompida prematuramente no ano de 415 por cristãos fanáticos conhecidos como Parabalani, que a desnudaram, desmembraram-na e queimaram todas as partes do seu corpo. Diz-se que seu assassinato teve motivação político-religiosa. Alguns estudiosos mencionam que sua morte marcou o fim da participação ativa feminina na ciência por muitas centenas de anos.

### Europa Medieval

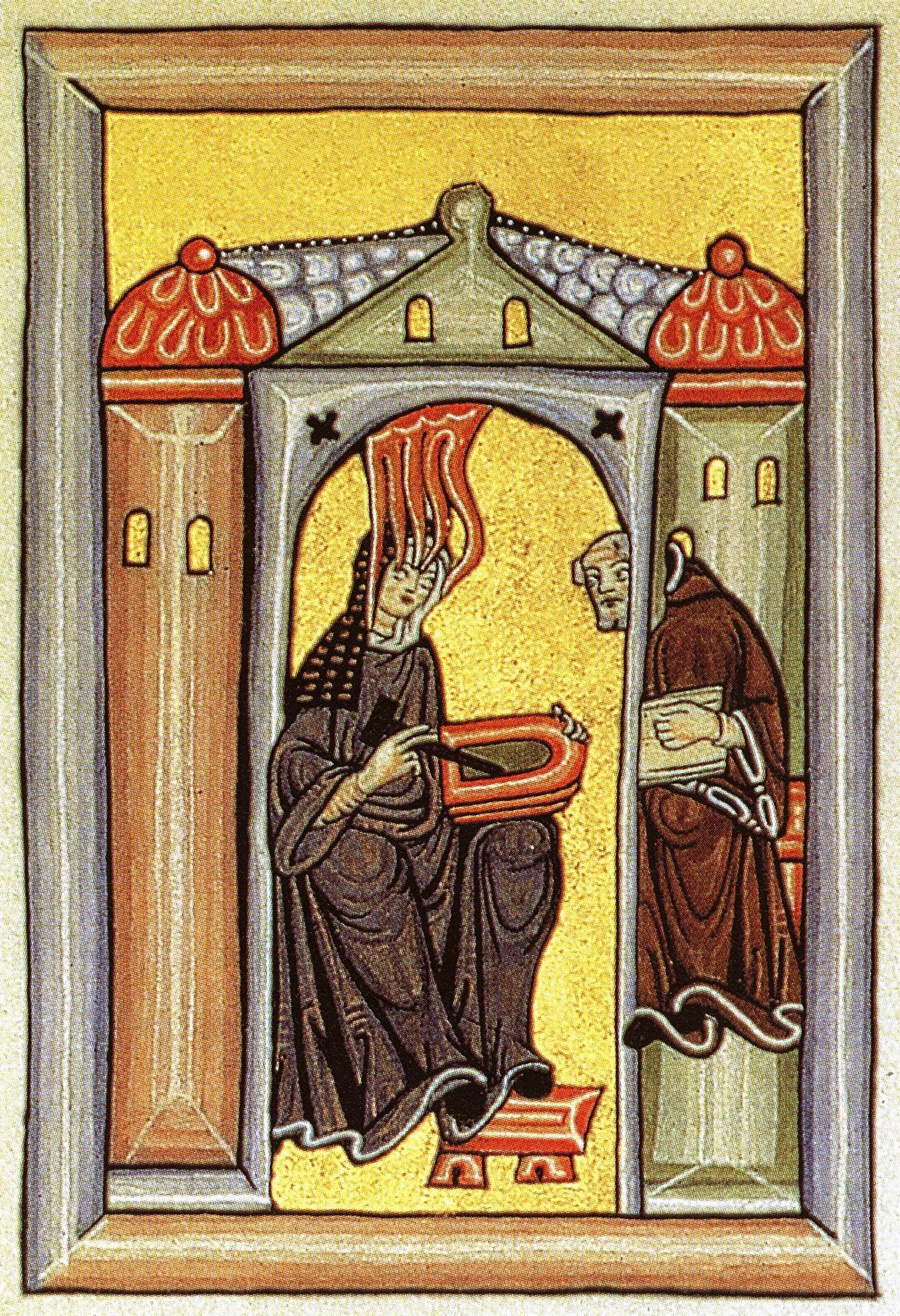
Hildegarda de Bingen.

O princípio da Idade Média na Europa, também conhecida como a Idade das Trevas, foi marcado pela queda do Império Romano. O Ocidente Latino passou por grandes dificuldades que afetaram dramaticamente a produção intelectual do continente. Embora a natureza ainda fosse vista como um sistema que poderia ser compreendido à luz da razão, havia pouca investigação científica inovadora. Foram os Árabes que mantiveram a ciência viva ao escrever trabalhos eruditos originais e ao copiar os manuscritos do período clássico. Foi durante esse período que o cristianismo ascendeu e, com ele, veio a recuperação da civilização ocidental. A lenta ascensão da civilização ocidental ocorreu com os mosteiros e conventos que mantiveram vivas as habilidades de leitura e escrita, além da manutenção de cópias de manuscritos de estudiosos do passado.
Nessa época, algumas abadessas contribuíram substancialmente para a pesquisa científica. Um exemplo é Hildegard de Bingen (1098-1179), uma famosa filósofa e botânica, conhecida por seus prolíficos escritos em diversas áreas como medicina, botânica e história natural (1151-1158). Algumas de suas obras conhecidas são o Livro dos Méritos da Vida, o Livro dos Trabalhos Divinos e Medicina. Hildegard é também conhecida como exímia compositora, além de ter cunhado muito das ideias de gravitação universal, séculos antes de Newton. Outra famosa abadessa alemã foi Hroswitha de Gandersheim (935-1000), a qual também encorajava as mulheres a serem intelectuais. No entanto, o crescimento do número e do poder das freiras não foi bem visto pela hierarquia clerical patriarcal e, assim, houve uma reação contra o avanço das mulheres. Tal reação impactou muitas ordens religiosas, que fecharam suas portas para as mulheres, excluindo-as da oportunidade de aprender a ler e escrever. Com isso, o mundo da ciência fechou mais uma vez suas portas para as mulheres.
No início do século XI, surgiram as primeiras universidades. As mulheres foram, na maior parte, excluídas da educação universitária. No entanto, houve algumas exceções. A Universidade italiana de Bolonha, por exemplo, permitiu que mulheres participassem de palestras desde seu início, em 1088. Na Itália, a atitude em relação à educação das mulheres na área da medicina parece ter sido mais liberal do que em outros lugares. A médica Trotula di Ruggiero supostamente ocupou uma cadeira na Faculdade de Medicina de Salerno, onde ministrou aulas a muitas mulheres da nobreza italiana, um seleto grupo por vezes referido como "as senhoras de Salerno". Inúmeros textos influentes sobre medicina da mulher, sobre obstetrícia e ginecologia, entre outros tópicos, também são creditados a Trotula.
Dorotea Bucca, outra distinta médica italiana, ocupou uma cadeira em medicina por mais de 40 anos desde 1390. Outras italianas, cujas contribuições em medicina foram gravadas na história, incluem Abella, Jacobina Félicie, Alessandra Giliani, Rebecca de Guarna, Margarita, Mercuriade (século XIV), Constance Calenda, Calrice di Durisio (século XV), Constanza, Maria Incarnata e Thomasia de Mattio.
Apesar do sucesso de algumas mulheres, os preconceitos culturais contra sua educação e participação na ciência foram proeminentes na Idade Média. Por exemplo, São Tomás de Aquino, um erudito cristão, escreveu, referindo-se às mulheres: "Ela é mentalmente incapaz de manter uma posição de autoridade."

### Revolução Científica (séculos XVI e XVII)
Margaret Cavendish, aristocrata do século XVII, participou de alguns dos mais importantes debates científicos da época. No entanto, ela não foi incorporada à Royal Society Inglesa, embora tenha sido autorizada a participar de uma reunião. Margaret escreveu vários trabalhos científicos, incluindo Observações sobre a Filosofia Experimental (1666) e Fundamentos da Filosofia Natural. Nesses trabalhos ela criticava a crença crescente de que os seres humanos, através da ciência, eram os mestres da natureza. O trabalho de 1666 tentou atrair o interesse feminino pela ciência. Essa obra forneceu uma crítica à ciência experimental de Bacon e taxou microscópios de máquinas imperfeitas.
Na Alemanha, a tradição da participação feminina na produção artesanal permitiu que algumas mulheres fizessem parte da ciência observacional, especialmente astronomia. Entre 1650 e 1710, as mulheres totalizavam 14% dos astrónomos alemães. A astrônoma mais famosa na Alemanha, Maria Winkelmann, recebeu os primeiros ensinamentos científicos do pai e do tio e, mais tarde, recebeu treinamento em astronomia de um auto-didata conhecido da família. Sua oportunidade de se tornar uma astrônoma praticante surgiu ao se casar com Gottfried Kirch, o astrônomo mais importante da Prússia. Ela se tornou sua assistente no observatório astronômico operado em Berlim pela Academia de Ciências. Ela deu contribuições originais, incluindo a descoberta de um cometa. Quando seu marido morreu, Winkelmann concorreu a uma vaga de astrônoma assistente na Academia de Berlim - para a qual ela tinha experiência. Por ser mulher - e sem diploma universitário - ela não foi admitida ao posto. Membros da Academia de Berlim temiam que eles iriam dar um mau exemplo ao contratar uma mulher. "Bocas ficariam boquiabertas", disseram.
Os problemas de Winkelmann com a Academia de Berlim são o reflexo dos obstáculos que as mulheres enfrentavam para serem aceitas no campo de trabalho científico, considerado à época um nicho exclusivo dos homens. Nenhuma mulher foi convidada para a Royal Society de Londres nem para a Academia Francesa de Ciências antes do século XX. A maioria das pessoas no século XVII considerava que uma vida dedicada a qualquer tipo de erudição estava em desacordo com os deveres domésticos de uma mulher.
Um dos fundadores da botânica moderna e da zoologia, a alemã Maria Sibylla Merian (1647-1717), passou sua vida investigando a natureza. Aos treze anos de idade, Sibylla começou a criar lagartas e a estudar sua metamorfose em borboletas. Ela possuía um "Livro de Estudo" em que registrava suas pesquisas sobre a filosofia natural. Em sua primeira publicação, O Novo Livro das Flores, ela usou imagens para catalogar as vidas de plantas e insetos. Após a morte de seu marido, e seu breve período vivido em Siewert, Sibylla e sua filha viajaram para Paramaribo durante dois anos para observar insetos, pássaros, répteis e anfíbios. Ela então retornou a Amsterdã e publicou A metamorfose dos Insetos do Suriname, obra que "revelou aos europeus pela primeira vez a diversidade surpreendente da floresta tropical." Ela foi uma botânica e entomóloga conhecida por suas Ilustrações de plantas e insetos. Pouco comum para a época, ela viajou para a América do Sul, onde, com a ajuda das filhas, ilustrou a vida vegetal e animal dessa região.
Em geral, a Revolução Científica pouco fez para mudar a ideia vigente sobre a natureza das mulheres  - mais especificamente, a sua capacidade de contribuir para a ciência tanto quanto os homens. Segundo Jackson Spielvogel, "os cientistas do sexo masculino usaram a nova ciência para propagar a visão de que as mulheres eram por natureza inferiores e subordinadas aos homens e adequadas a desempenhar um papel doméstico como mães. A distribuição generalizada de livros assegurou a continuação dessas ideias ".

### Século XVIII
O século XVIII caracterizou-se por três visões divergentes a respeito da mulher: que mulheres eram mental e socialmente inferiores aos homens; que eram iguais mas diferentes; e que mulheres eram potencialmente iguais aos homens tanto intelectualmente quanto à contribuição para a sociedade. Apesar de indivíduos como Jean-Jacques Rousseau acreditarem que o papel das mulheres se restringia à maternidade e a servir seus parceiros, o Iluminismo foi um período que abriu espaço para as mulheres nas ciências. Na Europa, a ascensão da cultura de salões para discussões filosóficas reuniu homens e mulheres em um ambiente aconchegante, onde eram abordados temas contemporâneos de cunho político, social e científico. Apesar de Jean-Jacques Rousseau atacar a reputação dos salões dominados pelas mulheres como ambientes produtores de "homens efeminados" que reprimiam discursos sérios, os salões caracterizavam-se como ambientes tanto para homens quanto para mulheres. Foi nesse ambiente e através de trabalhos em matemática, física, botânica e filosofia que as mulheres começaram a ter uma influência significativa durante o Iluminismo, tendo algum reconhecimento oficial no mundo científico.
Na Europa, a primeira mulher a ocupar uma cadeira acadêmica em um campo científico (aliás, em qualquer campo do conhecimento), Laura Bassi, também foi a terceira mulher a obter um diploma universitário no mundo ocidental. Laura teve um papel central na disseminação das ideias de Newton - na física e filosofia natural - pelo sul da Europa, apresentando inúmeras dissertações sobre gravidade.
Em 1741, o rei da Prússia Frederico II permitiu a Dorothea Erxleben (1715-1762) estudar medicina na Universidade de Halle. Ela foi a primeira mulher alemã a receber um doutorado (1754). Em 1742, Dorothea publicou um tratado em que argumentava que as mulheres deveriam ser autorizadas a frequentar universidades. Também em 1741, Charlotta Frölich, a primeira mulher historiadora da Suécia, tornou-se a primeira mulher a ter publicações na Academia Real de Ciências Sueca. Por sua vez, em 1748, Eva Ekeblad tornou-se a primeira mulher empossada na mesma academia de ciências.
A italiana Maria Gaetana Agnesi foi a primeira mulher a escrever um manual de matemática e a primeira mulher nomeada como professora de matemática em uma universidade (embora nunca tenha ensinado). Em 1748, Maria escreveu um texto amplamente utilizado sobre análise finita e infinitesimal.
Émilie du Châtelet, amiga íntima de Voltaire e física de primeira classe por direito próprio, foi a primeira cientista a apreciar a importância da energia cinética, em oposição ao momento linear. Ela repetiu e descreveu a importância de um experimento originalmente concebido por Willem Gravesande mostrando que o impacto da queda de objetos é proporcional não à sua velocidade, mas à velocidade ao quadrado. Acredita-se que essa compreensão foi de profunda contribuição à mecânica newtoniana.
Como muitos experimentos eram realizados em casa, muitas mulheres estavam em posição estratégica para ajudar seus maridos e familiares com tais experimentos. Dentre as mais conhecidas "esposas científicas" estava Marie-Anne Pierrette Paulze, casada com Antoine Lavoisier desde os treze anos, tornando-se sua assistente em seu laboratório caseiro, onde ele descobriu o oxigênio. Madame Lavoisier teve um papel central no trabalho de seu marido. Ela falava inglês e traduzia toda a correspondência que seu marido trocava com químicos ingleses, além de ter traduzido o "Ensaio sobre Phlogiston" de Richard Kirwan, um texto-chave a respeito da controvérsia - com químicos ingleses como Joseph Priestley - sobre a natureza do calor em reações químicas. Além disso, Madame Lavoisier aprimorou sua arte no desenho com Jacques-Louis David. Foi ela quem desenhou os diagramas para o "Tratado Elementar de Química" (1789), obra de seu marido. Madame Lavoisier manteve um pequeno e animado salão filosófico, correspondendo-se com cientistas e naturalistas franceses, muitos dos quais ficaram impressionados com seu intelecto.
Apesar do papel de destaque feminino em muitas áreas da ciência durante o século XVIII, as mulheres foram desencorajadas de aprender sobre a reprodução das plantas. O sistema de classificação de plantas de Carl Linnaeus baseado em características sexuais chamou a atenção para a licenciosidade botânica, e houve o temor de que mulheres aprendessem lições imorais a partir do exemplo da natureza. As mulheres eram muitas vezes retratadas como sendo inatamente emocionais e incapazes de raciocínio objetivo, ou como mães naturais reproduzindo uma sociedade moral e natural.
Mesmo com tais caracterizações, a autora Lady Mary Wortley Montagu, conhecida por sua letra prolífica, foi pioneira na inoculação da varíola na Inglaterra. Ela observou, pela primeira vez, as inoculações enquanto visitava o Império Otomano, onde escreveu relatos detalhados dessa prática em suas cartas [8]. Por sua vez, Laura Bassi (1711–1778), membro da Academia Italiana do Instituto de Ciências e do Instituto de Física Experimental, tornou-se a primeira professora/pesquisadora do mundo.
Caroline Herschel, uma grande astrônoma nascida em Hanover, atuou como assistente de seu irmão, William Herschel, na Inglaterra. Lá ela aprendeu matemática. Caroline recebia um modesto salário do rei George III (agnesscott.edu), sendo a primeira mulher a ser reconhecida para uma posição acadêmica. Entre 1786 e 1797, Caroline descobriu oito cometas e submeteu um índice às Observações das Estrelas Fixas de Flamsteed (incluindo mais de quinhentas estrelas outrora omitidas) para a Royal Society em 1798, tornando-se a primeira mulher a apresentar um artigo na distinta Royal Society. Em 1835, ela e Mary Fairfax Somerville foram as duas primeiras mulheres a se tornarem membros honorários na Royal Astronomical Society (fonte).
Embora os papéis de gênero outrora definidos permanecessem praticamente inalterados no século XVIII, muitas mulheres protagonizaram grandes avanços na ciência. Seja por intermédio de Emilie du Châtelet - ao traduzir a obra Principia de Newton - ou de Caroline Herschel - ao descobrir oito cometas-, as mulheres fizeram grandes avanços em direção à igualdade de gênero nas ciências.

### Início do século XIX
A ciência ainda era considerada uma profissão amadora durante a primeira parte do século XIX. As contribuições de mulheres cientistas foram limitadas pela sua exclusão da educação científica mais formal, mas começaram a ser reconhecidas através de sua admissão nas sociedades eruditas nesse mesmo período.
A cientista escocesa Mary Fairfax Somerville realizou experimentos em magnetismo, apresentando um artigo intitulado As Propriedades Magnéticas dos Raios Violetas do Espectro Solar à Sociedade Real em 1826, a segunda mulher a fazê-lo. Ela também escreveu vários textos sobre matemática, astronomia, física e geografia, e foi uma forte defensora da educação das mulheres. Em 1835, ela e Caroline Herschel foram as duas primeiras mulheres eleitas como Membros Honorários da Real Sociedade Astronômica.
A matemática inglesa Ada, Lady Lovelace, aluna de Somerville, correspondia-se com Charles Babbage a respeito de aplicações para seu engenho analítico. Em suas anotações (1842-43) anexadas à tradução do artigo de Luigi Menabrea sobre o equipamento, ela previu amplas aplicações para o mesmo como um computador de uso geral, incluindo a composição de música. A ela foi creditado o primeiro programa de computador, embora isso tenha sido contestado.
Na Alemanha, no início do século XIX, foram fundados institutos para a educação "superior" das mulheres (Höhere Töchterschule, em algumas regiões chamadas Lyzeum). O Instituto Deaconess em Kaiserswerth foi criado em 1836 com o intuito de formar mulheres em enfermagem. Elizabeth Fry visitou o instituto em 1840 e foi inspirada a fundar o Instituto de Enfermagem de Londres, e Florence Nightingale estudou lá em 1851.
Nos Estados Unidos, Maria Mitchell fez seu nome ao descobrir um cometa em 1847, mas também contribuiu com cálculos para o Almanaque Náutico produzido pelo Observatório Naval dos Estados Unidos. Ela se tornou a primeira mulher membro da Academia de Artes e Ciências dos Estados Unidos em 1848 e da Associação Americana para o Avanço da Ciência em 1850.
Outras cientistas de destaque durante esse período incluem:
- Na Grã-Bretanha, Mary Anning (paleontologista), Anna Atkins (botânica), Janet Taylor (astrônoma);
- Na França, Marie-Sophie Germain (matemática), Jeanne Villepreux-Power (bióloga marinha).

### Final do século XIX na Europa
Na segunda metade do século XIX houve um aumento das oportunidades de educação formal para as mulheres. No Reino Unido, foram fundadas escolas que visavam proporcionar às meninas uma educação semelhante à proporcionada aos meninos, como a North London Collegiate School (1850), a Cheltenham Ladies' College (1853) e as Girls' Public Day School Trust (a partir de 1872). A primeira faculdade universitária feminina do Reino Unido, Girton, foi fundada em 1869, e outras logo seguiram: Newnham (1871) e Somerville (1879).
A Guerra da Criméia (1854-56) contribuiu para estabelecer a enfermagem como uma profissão, tornando conhecido o nome de Florence Nightingale. Uma inscrição pública permitiu que Nightingale estabelecesse uma escola de enfermagem em Londres em 1860, e mais escolas que seguiam seus princípios foram estabelecidas em todo o Reino Unido. Nightingale também foi uma pioneira na saúde pública, bem como estatística.
James Barry se tornou a primeira mulher britânica a obter uma qualificação médica em 1812, fazendo-se passar por homem. Em 1865, Elizabeth Garrett Anderson foi a primeira mulher britânica a se qualificar em medicina sem precisar esconder sua identidade. Com Sophia Jex-Blake, a americana Elizabeth Blackwell e outras, Garret Anderson fundou a primeira escola de medicina do Reino Unido a formar mulheres, a London School of Medicine for Women, em 1874 .
Annie Scott Dill Maunder foi pioneira em fotografia astronômica, especialmente de manchas solares. Graduada em Matemática pelo Girton College, de Cambridge, ela foi contratada (em 1890) primeiramente como assistente de Edward Walter Maunder, descobridor do Maunder Minimum, chefe do departamento solar do Observatório de Greenwich. Eles trabalharam juntos na observação de manchas solares e no aprimoramento das técnicas de fotografia solar. Eles se casaram em 1895. As habilidades matemáticas de Annie tornaram possível analisar os anos de dados de manchas solares que Maunder havia coletado em Greenwich. Ela também projetou uma pequena câmera portátil grande-angular com uma lente de 1,5 polegadas de diâmetro (38 mm). Em 1898, os Maunders viajaram à Índia, onde Annie tirou as primeiras fotografias da coroa solar durante um eclipse solar. Ao analisar os registros de Cambridge tanto para as manchas solares como para a tempestade geomagnética, eles foram capazes de mostrar que regiões específicas da superfície solar eram a fonte de tempestades geomagnéticas e que o Sol não irradiava energia uniformemente para o espaço, como William Thomson, 1º barão Kelvin havia declarado.
Na Prússia, as mulheres puderam frequentar a universidade a partir de 1894 e podiam receber um doutoramento. Em 1908, todas as restrições que ainda era impostas às mulheres foram eliminadas.
Outras cientistas de renome durante esse período incluem:
- Na Grã-Bretanha, Hertha Marks Ayrton (matemática e engenheira), Margaret Huggins (astrônoma), Beatrix Potter (micologista);
- Na França, Dorothea Klumpke-Roberts (astrônoma nascida nos EUA);
- Na Alemanha, Amalie Dietrich (naturalista), Agnes Pockels (física);
- Na Rússia, Sofia Kovalevskaya (matemática).

### Final do século XIX nos Estados Unidos
No final do século XIX, a ascensão da faculdade de mulheres proporcionou empregos às mulheres cientistas e oportunidades de educação. Com isso, houve um aumento desproporcional no número de mulheres cursando doutorados em diversas áreas da ciência. Muitas faculdades e universidades de coeducação foram fundadas ou começaram a admitir mulheres durante esse período. Tais instituições incluíam pouco mais de 3000 mulheres em 1875; em 1900, eram quase 20.000.
Um exemplo, Elizabeth Blackwell, tornou-se a primeira médica certificada nos Estados Unidos quando se formou na Faculdade de Medicina de Genebra em 1849. Junto com sua irmã, Emily Blackwell, e Marie Zakrzewska, Blackwell fundou a Enfermaria de Nova York para Mulheres e Crianças em 1857 e a primeira faculdade de medicina feminina em 1868, proporcionando treinamento e experiência clínica para mulheres médicas. Ela também publicou vários livros sobre educação médica para mulheres.
Em 1876, Elizabeth Bragg se tornou a primeira mulher a se formar com um diploma de engenharia civil nos Estados Unidos, pela Universidade da Califórnia, Berkeley.

### Início do século XX

#### Europa antes da Segunda Guerra Mundial
Marie Skłodowska-Curie, a primeira mulher a ganhar o Prêmio Nobel em 1903 (física), passou a ser laureada uma segunda vez em 1911 (química), ambos pelo seu trabalho sobre a radioatividade. Ela foi a primeira pessoa e única mulher a ganhar mais de um Prêmios Nobel, um feito realizado por apenas seis outros indivíduos desde então, e continua a única pessoa, homem ou mulher, a possuir dois prêmios em áreas distintas da ciência. 
Alice Perry é tida como a primeira mulher a se graduar com um diploma em engenharia civil no então Reino Unido da Grã-Bretanha e Irlanda, em 1906, pelo Universidade Nacional da Irlanda, Galway na Irlanda.
Lise Meitner desempenhou um papel importante na descoberta da fissão nuclear. Como chefe da seção de física no Instituto Kaiser Wilhelm em Berlim, ela colaborou de perto com o chefe de química Otto Hahn em física atômica até ser forçada a fugir de Berlim em 1938. Em 1939, em colaboração com seu sobrinho Otto Frisch, Meitner derivou a explicação teórica para um experimento realizado por Hahn e Fritz Strassman em Berlim, demonstrando assim a ocorrência de fissão nuclear. A possibilidade de que o bombardeio de urânio de Fermi com nêutrons em 1934 tivesse produzido fissão ao dividir o núcleo em elementos mais leves havia sido levantada pela primeira vez em 1934 pela química Ida Noddack (co-descoberta do elemento rênio). Mas, essa sugestão tinha sido ignorada na época, já que nenhum grupo fez esforço para encontrar qualquer um desses produtos de fissão radioativa leve.
Maria Montessori foi a primeira mulher a qualificar-se como médica na Itália. Ela desenvolveu um interesse pelas doenças infantis e acreditou na necessidade de educar aqueles reconhecidos como ineducáveis. Acerca do último, defendeu a formação de professores ao longo da linha Froebeliana e desenvolveu o princípio da Educação Montessori, ou seja, primeiro a educação dos sentidos e depois a educação do intelecto. Montessori introduziu um programa de ensino que permitia crianças com deficiência a ler e escrever. Ela procurou ensinar habilidades não pela repetição, mas através de atividades de preparação.
Emmy Noether revolucionou a álgebra abstrata, preencheu lacunas na relatividade, e foi responsável por um teorema crítico a respeito de quantidades conservadas na física. O programa de Erlangen tentou identificar invariantes sob um grupo de transformações. Em 16 de julho de 1918, diante de uma organização científica em Göttingen, Felix Klein leu um artigo escrito por Emmy Noether, porque não lhe foi permitido apresentar o artigo. Particularmente, no que se refere em física como o teorema de Noether, esse artigo identificou as condições sob as quais o então grupo de Poincaré (atual teoria de gauge) define para a relatividade geral as Leis de Conservação da Física. Os artigos de Noether tornavam precisas as exigências das leis de conservação. Entre os matemáticos, Noether é mais conhecida por suas contribuições fundamentais para a álgebra abstrata, em que o adjetivo noetherian é hoje em dia comumente usado em muitos tipos de objetos.
Mary Cartwright foi uma matemática britânica, sendo a primeira a analisar um sistema dinâmico com caos.[carece de fontes?] Inge Lehmann, uma sismóloga dinamarquesa, sugeriu pela primeira vez em 1936 que dentro do núcleo fundido da Terra poderia ter um núcleo interno sólido. Mulheres como Margaret Fountaine continuaram a contribuir com observações e ilustrações detalhadas em botânica, entomologia e campos relacionados. Joan Beauchamp Procter, uma notável herpetóloga, foi a primeira mulher Curadora de Répteis da Sociedade Zoológica de Londres no Zoológico de Londres.

#### Estados Unidos antes da Segunda Guerra Mundial
Um expressivo número de mulheres começou a atuar na ciência em 1900, ajudado pelas faculdades de mulheres e por oportunidades em algumas das novas universidades. Os livros de Margaret Rossiter Mulheres Cientistas nos EUA: Lutas e Estratégias para 1940 e Mulheres Cientistas nos EUA: Antes da Ação Afirmativa de 1940-1972 fornecem uma visão geral desse período, enfatizando as oportunidades que as mulheres encontraram no trabalho de mulheres independentes na ciência.
Em 1892, Ellen Swallow Richards clamou pelo "batismo de uma nova ciência" - "oekology" (ecologia) em uma conferência em Boston. Essa nova ciência incluía o estudo da "nutrição do consumidor" e educação ambiental. Esse ramo interdisciplinar da ciência foi mais tarde especializado e se transformou no que é atualmente conhecido como ecologia, enquanto que o foco "nutrição do consumidor" se separou e acabou por ser renomeado como economia doméstica, o qual forneceu outro caminho para as mulheres enveredarem na ciência. Richards ajudou a formar a American Home Economics Association, que publicou um periódico, o Journal of Home Economics, e organizou conferências. Departamentos de economia doméstica foram formados em muitas faculdades, especialmente em instituições de concessão de terras. Em seu trabalho no MIT, Ellen Richards também introduziu o primeiro curso de biologia em sua história, bem como a área da engenharia sanitária.
Havia muitas oportunidades para mulheres nas áreas de botânica e embriologia. Na psicologia, houve um grande número de mulheres doutoras, mas as mesmas eram encorajadas a se especializarem em psicologia educacional e psicologia infantil e a aceitar empregos em clínicas, hospitais e agências de assistência social.
Annie Jump Cannon percebeu pela primeira vez que era a temperatura de uma estrela a principal característica distintiva entre diferentes espectros. Isso levou à reordenação dos tipos ABC pela temperatura em vez da absorção de hidrogênio. Devido ao trabalho de Cannon, a maioria das classes de estrelas então existentes foram descartadas como redundantes. Posteriormente, à astronomia restaram as sete classes primárias reconhecidas hoje, em ordem: O, B, A, F, G, K, M; as quais foram estendidas desde então.
Henrietta Swan Leavitt publicou pela primeira vez seu estudo sobre estrelas variáveis em 1908. Essa descoberta ficou conhecida como "relação período-luminosidade" das variáveis Cefeidas. Nossa imagem do universo foi mudada para sempre em grande parte por causa da descoberta de Leavitt. As realizações de Edwin Hubble, renomado astrônomo americano, tornaram-se possíveis graças à pesquisa inovadora de Leavitt e à Lei de Leavitt. "Se foi Henrietta Leavitt que forneceu a chave para determinar o tamanho do cosmos, então foi Edwin Powell Hubble quem a inseriu na fechadura e forneceu as observações que permitiram que ele fosse girada", escreveram David H. e Matthew D.H. Clark em seu Livro Medindo o Cosmos. Hubble declarou diversas vezes que Leavitt merecia o Prêmio Nobel para seu trabalho. Gösta Mittag-Leffler, da Academia Sueca de Ciências, havia dado entrada na papelada para dar início à sua nomeação em 1924, mas descobriu que ela havia falecido de câncer três anos antes (o Prêmio Nobel não pode ser concedido postumamente).
Em 1925, a doutoranda em Harvard, Cecilia Payne-Gaposchkin demonstrou pela primeira vez, a partir de evidências sobre os espectros de estrelas, que as estrelas eram constituídas quase exclusivamente dos elementos hidrogênio e hélio, uma das teorias mais fundamentais da astrofísica estelar.
A canadense Maud Menten trabalhou nos EUA e na Alemanha. Seu trabalho mais famoso foi sobre a cinética enzimática, juntamente com Leonor Michaelis, com base em descobertas anteriores de Victor Henri, o que resultou na Cinética de Michaelis-Menten. Menten também inventou a reação de acoplamento azo-dye para a fosfatase alcalina, que ainda é usada na histoquímica. Ela caracterizou as toxinas bacterianas de B. paratyphosus, Streptococcus scarlatina e Salmonella ssp., e conduziu a primeira separação eletroforética de proteínas em 1944. Ela trabalhou com as propriedades da hemoglobina, regulação do nível glicêmico e função renal.
A francesa Irène Joliot-Curie, filha de Marie Curie, ganhou o Prêmio Nobel de Química em 1935 juntamente com seu marido Frédéric Joliot pelo trabalho com isótopos radioativos envolvidos na fissão nuclear.
A Segunda Guerra Mundial trouxe algumas novas oportunidades. O Escritório de Pesquisa e Desenvolvimento Científico, sob o comando de Vannevar Bush, começou em 1941 a manter um registro de cientistas. Como havia escassez de trabalhadores, algumas mulheres conseguiam trabalhar em empregos aos quais de outra forma não teriam acesso. Muitas mulheres trabalharam no Projeto Manhattan ou em projetos científicos para os serviços militares dos Estados Unidos. Dentre as mulheres que trabalharam no Projeto Manhattan estavam Leona Woods Marshall, Katharine Way e Chien-Shiung Wu.
Algumas mulheres de outras disciplinas pesquisaram formas de utilizar seus conhecimentos no esforço de guerra. Em 1941, três nutricionistas, Lydia Roberts, Hazel Stiebeling e Helen S. Mitchell, desenvolveram a Ingestão Diária Recomendada a fim de ajudar grupos militares e civis a fazer planos alimentares para situações de grupo. As IDRs se mostraram necessárias, especialmente quando os alimentos começaram a ser racionados. Rachel Carson trabalhou para o United States Fish and Wildlife Service, escrevendo brochuras para incentivar os americanos a consumir uma maior variedade de peixes e frutos do mar. Ela também contribuiu para o desenvolvimento de técnicas e equipamentos para a detecção de submarinos.
Na psicologia, houve a formação do Conselho Nacional de Mulheres Psicólogas, que organizou projetos relacionados ao esforço de guerra. Esse Conselho elegeu Florence Laura Goodenough como presidente. Nas ciências sociais, várias mulheres contribuíram para o Japanese Evacuation and Resettlement Study, com sede na Universidade da Califórnia. Esse estudo foi conduzido pela socióloga Dorothy Swaine Thomas, que dirigiu o projeto e sintetizou informações de seus informantes, a maioria estudantes de pós-graduação em antropologia, como Tamie Tsuchiyama, a única mulher japonesa-americana que contribuiu para o estudo, e Rosalie Hankey Wax.
Na Marinha dos Estados Unidos, muitas cientistas lideraram uma ampla gama de pesquisas. Mary Sears, oceanógrafa e planctóloga, foi chefe da Unidade Oceanográfica do Escritório Hidrográfico, onde desenvolveu técnicas oceanográficas militares. Florence van Straten, química, trabalhou como engenheira aerológica. Ela estudou os efeitos do clima no combate militar. Grace Hopper, matemática, foi um dos primeiros programadores do computador Mark I em Harvard. Mina Spiegel Rees, também matemática, foi a assessora técnica principal do Painel de Matemática Aplicada do Comitê de Pesquisa da Defesa Nacional.
Gerty Cori foi a bioquímica que descobriu o mecanismo pelo qual o glicogênio, um derivado da glicose, é transformado nos músculos para formar ácido láctico, e é posteriormente reformado como uma forma de armazenar energia. Por essa descoberta, ela e seus colaboradores receberam o Prêmio Nobel em 1947, tornando-a a terceira mulher e a primeira mulher americana a ganhar um Prêmio Nobel de Ciência. Ela foi a primeira mulher a receber o Prêmio Nobel de Fisiologia ou Medicina. Cori está entre os vários cientistas cujas obras são comemoradas por um selo postal dos EUA.

### Final do século XX
Segundo observado por Nina Byers, antes de 1976 eram raros os casos em que as contribuições fundamentais de mulheres à física eram reconhecidas. As mulheres trabalhavam sem remuneração ou em posições que não tinham o status que mereciam. Esse desequilíbrio tem sido gradualmente corrigido.[carece de fontes?]
No início dos anos 80, Margaret Rossiter apresentou dois conceitos que ajudavam a entender o porquê da pequena presença feminina na ciência, bem como as desvantagens que as mulheres continuaram a sofrer ao longo dos tempos. Ela cunhou os termos "segregação hierárquica" e "segregação territorial". O primeiro diz que quanto mais se sobe ao topo da cadeia de comando em um campo de conhecimento, menor a presença de mulheres. O último, por sua vez, descreve o fenômeno em que as mulheres "se agrupam em disciplinas científicas".:33–34
O livro Athena Unbound fornece uma análise do curso da vida (com base em entrevistas e pesquisas) de mulheres cientistas, desde seus interesses na primeira infância, passando pela universidade e pós-graduação, até o ambiente de trabalho acadêmico. A tese do livro é a de que, apesar dos recentes avanços, as mulheres ainda enfrentam uma série de obstáculos relacionados ao gênero para conseguirem entrar e serem bem-sucedidas em carreiras científicas.
Com o intuito de reconhecer trabalhos promissores de grandes mulheres cientistas, foram criados em 1998 os Prêmios L'Oréal-UNESCO para Mulheres Cientistas, os quais são concedidos todos anos, de forma alternada, a representantes das ciências de materiais e ciências da vida. Um prêmio é dado para cada região geográfica: África e Oriente Médio, Ásia-Pacífico, Europa, América Latina e Caribe, América do Norte. Até 2017, esses prêmios haviam sido concedidos a quase 100 laureadas de 30 países diferentes. Duas laureadas também receberam o Prêmio Nobel, Ada Yonath (2008) e Elizabeth Blackburn (2009). Além disso, anualmente, quinze jovens pesquisadoras promissoras também são premiadas com uma bolsa do programa.

#### Europa pós-Segunda Guerra Mundial
- No Reino Unido, a física e radiobióloga sul-africana Tikvah Alper (1909-95) desenvolveu muitos insights fundamentais a respeito de mecanismos biológicos, incluindo a descoberta (negativa) de que o agente infeccioso do tremor epizoótico não poderia ser um vírus nem outra estrutura eucariótica.
- A virologista francesa Françoise Barré-Sinoussi realizou parte do trabalho fundamental de identificação do vírus da imunodeficiência humana (HIV) como o agente causador da AIDS, descoberta pela qual compartilhou o Prêmio Nobel de Fisiologia ou Medicina em 2008.
- Em julho de 1967, Jocelyn Bell Burnell descobriu evidências do primeiro pulsar de rádio conhecido, o que resultou na premiação do seu supervisor para o Prêmio Nobel de Física de 1974. Ela foi presidente do Instituto de Física de outubro de 2008 a outubro de 2010.
- A astrofísica Margaret Burbidge foi membro do grupo B²FH responsável por originar a teoria da nucleossíntese estelar, que explica como os elementos são formados em estrelas. Ela ocupou vários cargos de prestígio, incluindo a diretoria do Observatório Real de Greenwich.
- Mary Cartwright, matemática e estudante de G. H. Hardy, teve grande influência no campo dos sistema dinâmico com seu trabalho sobre equações diferenciais não-lineares.
- Rosalind Franklin foi uma cristalógrafa, cujo trabalho ajudou a elucidar as estruturas delicadas do carvão, do grafite, do DNA e dos vírus. Em 1953, seu trabalho sobre a estrutura cristalográfica do DNA foi a base fundamental para que Watson e Crick formulassem o modelo da estrutura do DNA. Esses dois cientistas foram laureados com o Prêmio Nobel sem dar o devido crédito a Franklin, que havia morrido de câncer em 1958.
- Jane Goodall é uma primatologista britânica considerada a maior especialista do mundo em chimpanzés.
- Dorothy Hodgkin analisou a estrutura molecular de químicos complexos ao estudar os padrões de difração causados pela passagem de raios-X através de cristais. Ela ganhou o Prêmio Nobel de Química de 1964.
- A paleoantropóloga Mary Leakey descobriu o primeiro crânio fóssil de um macaco na Ilha Rusinga e de um notável e robusto Australopithecine.
- A neurologista italiana Rita Levi-Montalcini recebeu o Prêmio Nobel em Fisiologia ou Medicina em 1986 pela descoberta do fator de crescimento nervoso (NGF). Em 2001, Rita foi nomeada senadora vitalícia no Senado italiano. Ela é a vencedora mais idosa do Nobel de todos os tempos.
- A zoóloga Anne McLaren foi a pioneira em estudos genéticos que levaram a avanços na fertilização in vitro. Ela foi a primeira chefe mulher na Royal Society em 331 anos.
- Christiane Nüsslein-Volhard recebeu o Prêmio Nobel de Fisiologia ou Medicina em 1995 pela pesquisa sobre o controle genético do desenvolvimento embrionário. Ela também fundou à Fundação Christiane Nüsslein-Volhard (Christiane Nüsslein-Volhard Stiftung) com o intuito de ajudar jovens cientistas promissoras - e mães - alemãs.
- Bertha Swirles foi uma física teórica que fez uma série de contribuições para a teoria quântica inicial. Ela foi coautora do conhecido livro Métodos de Física Matemática com seu marido Sir Harold Jeffreys.
- Bessa Vugo foi uma fisiologista e colaboradora de Jacques Monod, cujo trabalho ajudou a compreender a estrutura das papilas gustativas e alguns aspectos psicológicos do gosto.

#### Estados Unidos pós-Segunda Guerra Mundial
- Kay McNulty, Betty Jennings, Betty Snyder, Marlyn Wescoff, Fran Bilas e Ruth Lichterman foram seis dos programadores originais da ENIAC, o primeiro computador eletrônico de uso geral.[64]
- Linda B. Buck é uma neurobióloga que recebeu o Prêmio Nobel de Fisiologia ou Medicina em 2004 juntamente com Richard Axel pelo trabalho com receptores olfativos.
- A bióloga e ativista Rachel Carson publicou o livro Silent Spring, uma obra sobre os malefícios dos pesticidas, em 1962.
- Eugenie Clark, popularmente conhecida como The Shark Lady, é uma ictiologista americana conhecida por sua pesquisa sobre um peixe venenoso dos mares tropicais e sobre o comportamento dos tubarões.
- Ann Druyan é uma escritora, conferencista e produtora americana especializada em cosmologia e popularização científica. Druyan credita seu conhecimento científico aos 20 anos que passou ao lado de seu falecido marido, Carl Sagan, e não ao estudo acadêmico formal.[carece de fontes?] Ela foi responsável pela seleção musical do Voyager Golden Record para as missões de exploração espacial Voyager 1 e Voyager 2. Druyan também patrocinou a espaçonave Cosmos 1.
- Gertrude B. Elion foi uma bioquímica e farmacologista americana, premiada com o Prêmio Nobel de Fisiologia ou Medicina em 1988 por seu trabalho sobre as diferenças bioquímicas entre células humanas normais e patógenos.
- Sandra Moore Faber, juntamente com Robert Jackson, descobriu a relação Faber–Jackson entre a luminosidade e a velocidade de dispersão estelar em galáxias elípticas. Ela também liderou a equipe que descobriu o Grande Atrator, uma grande concentração de massa que está puxando em sua direção um número de galáxias próximas.
- A zoóloga Dian Fossey trabalhou com gorilas na África de 1967 até ser assassinada em 1985.
- A astrônoma Andrea Ghez recebeu um prêmio MacArthur "para gênios" em 2008 por seu trabalho em superar as limitações dos telescópios terrestres.[65]
- Maria Goeppert-Mayer foi a segunda mulher ganhadora do Prêmio Nobel de Física, ao propor o modelo de concha nuclear do núcleo atômico. No início de sua carreira, ela havia trabalhado em cargos não oficiais ou voluntários na universidade onde seu marido era professor. Goeppert-Mayer é uma de muitos cientistas cujas obras são comemoradas por um selo dos Estados Unidos.[66]
- Sulamith Low Goldhaber e seu marido Gerson Goldhaber foram responsáveis pela pesquisa doKáon e de outras partículas de alta energia na década de 1950.
- Carol Greider e a australiana Elizabeth Blackburn, juntamente com Jack W. Szostak, receberam o Prêmio Nobel de Fisiologia ou Medicina em 2009 pela descoberta de como os cromossomos estão protegidos por telômeros e a enzima telomerase.
- A contra-almirante Grace Murray Hopper desenvolveu o primeiro compilador de computador enquanto trabalhava para a Eckert Mauchly Computer Corporation, lançada em 1952.
- Em 2003, a equipe de Deborah S. Jin na JILA, em Boulder, Colorado, produziu o primeiro condensado fermiônico, um novo estado físico da matéria.
- Stephanie Kwolek, pesquisadora da DuPont, inventou o poli-parafenileno tereftalamida - mais conhecido como Kevlar.
- Lynn Margulis, bióloga, é mais conhecida por seu trabalho sobre a teoria endossimbiótica, geralmente aceita como a forma como certas organelas foram formadas.
- Nos anos 40 e 50, os estudos de Barbara McClintock sobre genética do milho demonstraram a transposição genética. Ela dedicou sua vida à sua pesquisa, sendo premiada com o Prêmio Nobel de Fisiologia ou Medicina em 1983. McClintock é um dos vários cientistas cujas obras são comemoradas por um selo postal dos EUA..[67]
- Nita Ahuja, cirurgiã-cientista renomada, é conhecida por seu trabalho sobre CIMP no câncer. Atualmente, Ahuja é a Chefe de oncologia cirúrgica no Hospital Johns Hopkins, a primeira mulher que chefiou tal departamento.
- Carolyn Porco, cientista planetária mais conhecida por seu trabalho no programa Voyager e na missão Cassini-Huygens a Saturno, é também conhecida por sua popularização da ciência, em particular a exploração espacial.
- A física Helen Quinn, juntamente com Roberto Peccei, postulou a simetria de Peccei-Quinn a respeito de uma partícula conhecida como áxion, candidata para a matéria escura que permeia o universo. Quinn foi a primeira mulher a receber a Medalha Dirac e a Medalha Oskar Klein.
- Lisa Randall, física teórica e cosmologista, mais conhecida por seu trabalho no modelo Randall-Sundrum, foi a primeira professora titular de física na Universidade de Princeton.
- Sally Ride, astrofísica, foi a primeira mulher americana, e então a mais jovem americana, a viajar para o espaço. Ride escreveu ou coescreveu vários livros infantis sobre o espaço com o objetivo de encorajá-los a estudar ciência.[68][69] Ride participou do projeto Gravity Probe B (GP-B), que forneceu mais evidências de que as previsões da teoria geral da relatividade de Einstein são corretas.[70]
- Através de suas observações de curvas de rotação da galáxia, a astrônoma Vera Rubin descobriu a curva de rotação galáctica, agora considerado como uma das peças-chave da evidência para a existência da matéria escura. Ela foi a primeira mulher a ter autorização para observar o espaço no Observatório Palomar.
- Sara Seager, astrônoma canadense-americana e professora no Instituto de Tecnologia de Massachusetts, é conhecida por seu trabalho em planetas extrassolares.
- A astrônoma Jill Tarter é a diretora da SETI.[71]
- Rosalyn Yalow, física, foi co-ganhadora do Prêmio Nobel de Fisiologia ou Medicina em 1977 (com Roger Guillemin e Andrew Schally) pelo desenvolvimento da técnica de radioimunoensaio (RIA).

#### Austrália pós-Segunda Guerra Mundial
- Amanda Barnard, física teórica especializada em nanomateriais, foi vencedora do Prêmio Malcolm McIntosh para Cientista Físico do Ano.
- Isobel Bennett, bióloga marinha, foi uma das primeiras mulheres a ir à Ilha Macquarie com a Australian National Antarctic Research Expeditions (ANARE).
- Dorothy Hill, geóloga, tornou-se a a primeira professora de uma universidade australiana.
- Ruby Payne-Scott, astrônoma, foi uma líder prodígio nos campos da radioastronomia e da radiofísica, sendo a primeira mulher a trabalhar nesse campo da ciência.
- Penny Sackett, astrônoma nascida nos EUA, tornou-se a primeira cientista-chefe da Austrália em 2008.
- Fiona Stanley, epidemiologista conhecida pela sua pesquisa em saúde infantil e materna, transtornos do nascimento e saúde pública, foi a vencedora do prêmio Australiano do Ano de 2003.

#### Israel pós-Segunda Guerra Mundial
- Ada Yonath, química e primeira mulher do Oriente Médio a ganhar um Nobel em ciências, recebeu o Prêmio Nobel de Química em 2009 por seus estudos sobre a estrutura e função do ribossomo.

#### América Latina
- Maria Nieves Garcia-Casal, nutricionista, é a primeira mulher latinoamericana a liderar a Sociedade Latinoamericana de Nutrição.
- Na América Latina, um estudo da Unicamp (Brasil)[72], de 2019 a 2023, revelou que apenas 42% dos autores de publicações científicas eram mulheres, com representação ainda menor em posições de liderança (35% último autor) e em áreas como Ciências da Computação (20% primeiro autor), indicando a persistência da desigualdade de gênero na ciência da região.

Brasil
- Anita Canavarro Benite, atua na química bioinorgânica medicinal na Universidade Federal de Goiás (UFG), onde coordena o Laboratório de Pesquisas em Educação Química e Inclusão. Em 2009, criou o Grupo de Estudos sobre Descolonização do Currículo de Ciências, o Coletivo Ciata.
- Bertha Lutz (1894-1976), bióloga, especializada em anfíbios. Formou-se na Universidade de Paris. Em 1919, descobriu uma nova espécie de sapo e atuou como pesquisadora no Museu Nacional do Rio de Janeiro. Em 1945, esteve na Conferência das Nações Unidas em São Francisco, participando da luta para que a igualdade de gênero estivesse presente na Carta das Nações Unidas.
- Carolina Martuscelli Bori, pedagoga formada pela Faculdade de Filosofia, Ciências e Letras da Universidade de São Paulo (USP), onde começou a dar aulas na área de psicologia em 1948. Foi uma das pioneiras na investigação experimental em Psicologia no Brasil, sendo responsável pela introdução da Análise de Comportamento no país.
- Débora Diniz, antropóloga, especialista em bioética, documentarista e professora da Universidade de Brasília (UnB). Foi fundadora do Instituto de Bioética, Direitos Humanos e Gênero (Anis), onde atua especialmente na área de direitos reprodutivos das mulheres. Venceu o Prêmio Jabuti, em 2017, na categoria Ciências da Saúde, com o livro “Zika – do Sertão Nordestino à Ameaça Global”.
- Elisa Frota Pessoa (1921-2018), física, formada na Faculdade Nacional de Filosofia, que hoje é a Universidade Federal do Rio de Janeiro. Como aluna, foi destaque nas pesquisas na área de radioatividade. Foi coordenadora do Laboratório de Emulsões Nucleares no Centro Brasileiro de Pesquisas Físicas. Estudou ainda na University College de Londres.
- Elke Jurandy Bran Nogueira Cardoso (1948-2023), engenheira agrônoma, formada pela ESALQ/USP, com mestrado e doutorado em Microbiologia Agrícola. Professora titular da ESALQ/USP, foi pioneira no estudo de microrganismos do solo e sua aplicação na agricultura sustentável. Atuou como coordenadora do Laboratório de Microbiologia e Bioquímica do Solo da ESALQ e é referência nacional em temas como qualidade biológica do solo e uso de bioinsumos.
- Elza Furtado Gomide (1925-2013), física que se tornou a primeira doutora em matemática do Brasil, pela Universidade de São Paulo (USP), onde chefiou o departamento em 1968 e trabalhou até se aposentar, em 1995.
- Enedina Alves Marques (1913-1981), primeira engenheira negra brasileira, formada e em Engenharia Civil pela Universidade Federal do Paraná, em 1945. Atuou como docente e no Plano Hidrelétrico do Paraná.
- Graziela Maciel Barroso (1912-2003), botânica, que foi fazer faculdade na Universidade Estadual do Rio de Janeiro aos 47 anos e conquistou o doutorado aos 60. É conhecida como a primeira-dama da botânica brasileira, sendo a maior taxonomista de plantas do país, já que batizou 25 espécies com seu nome. É referência internacional, sendo reconhecida com a medalha Millenium Botany Award.
- Jaqueline Goes de Jesus, cientista brasileira que, com sua equipe, identificou os genomas do novo coronavírus, dois dias após o registro confirmado do primeiro caso de Covid-19 no Brasil. Defendeu o doutorado em Patologia Humana e Experimental na Universidade Federal da Bahia (UFBA).
- Katemari Diogo Rosa, física, se destaca pela atuação nos debates sobre gênero, sexualidade, raça e status socioeconômico no ensino de ciências. Integra a National Organization of Gay and Lesbian Scientists and Technical Professionals,  Associação Brasileira de Pesquisadoras/es Negras/os (ABPN) e a Sociedade Brasileira de Física.
- Leila Gonzalez (1935-1994), co-fundadora do Instituto de Pesquisas das Culturas Negras do Rio de Janeiro, com uma visão afro-latino-americana do feminismo.
- Maria José Deane (1916-1955), médica parasitóloga paraense, formada na Faculdade de Medicina e Cirurgia do Pará, em 1937. Ocupou a chefia de departamento de protozoologia e a vice-direção da Fiocruz na década de 1960. Foi responsável pela erradicação de epidemias no país.
- Márcia Barbosa, física, pesquisadora do Instituto de Física da Universidade Federal do Rio Grande do Sul (UFRGS). Atua na Academia Brasileira de Ciências e na Academia Mundial de Ciências. Foi eleita pela Forbes uma das 20 mulheres mais poderosas do Brasil, em 2020.
- Margareth Dalcolmo, pneumologista, atua como docente na Pontifícia Universidade Católica do Rio de Janeiro (PUC-Rio) e pesquisadora da Fiocruz. É reconhecida pelo seu pioneirismo na luta contra o tabagismo. Na pandemia da Covid-19, a pesquisadora tornou-se referência pela especialidade em doenças pulmonares.
- Mellanie Fontes Dutra, biomédica formada pela Universidade Federal do Rio Grande do Sul (UFRGS). Fez mestrado e doutorado em Neurociência e pós-doutorado em Bioquímica. Foi reconhecida por ser a idealizadora da Rede Análise Covid-19, que tinha como objetivo divulgar informações científicas em linguagem acessível para o combate à Covid-19.
- Nadia Ayad, engenheira de materiais pelo Instituto Militar de Engenharia (IME). Desenvolveu um mecanismo sustentável que torna a água potável, utilizando a dessalinização a partir do grafeno, material composto por átomos de carbono. Recebeu o prêmio internacional Global Graphene Challenge Competition, em 2016.
- Simone Maia Evaristo, bióloga, formada pela Universidade Gama Filho, no Rio de Janeiro, com especialização na Universidade Federal do Rio de Janeiro em Citologia Clínica. É presidente da Associação Nacional de Citotecnologia (Anacito) e supervisora na área de ensino técnico no Instituto Nacional do Câncer (INCA).
- Sonia Guimarães, física, formada na Universidade Federal de São Carlos (UFSCar). É a primeira mulher negra a defender doutorado em física. Docente do Instituto Tecnológico de Aeronáutica (ITA) desde 1993, época em que a instituição não aceitava mulheres como estudantes. Atua como ativista na luta contra o racismo e a discriminação de gênero.
- Thelma Krug, matemática, formada na Roosevelt University, nos Estados Unidos. Defendeu o doutorado em Estatística Espacial na Universidade de Sheffield, na Inglaterra. Aposentou-se como pesquisadora do Instituto Nacional de Pesquisas Espaciais (INPE) e atua, desde 2015, em uma organização criada pela ONU, como vice-presidente do Painel Intergovernamental sobre Mudanças Climáticas (IPCC).
- Vivian Miranda, física, formada pela Universidade Federal do Rio de Janeiro. Fez doutorado em Astronomia e pós-doutorado em Astrofísica na Universidade do Arizona, nos Estados Unidos, onde foi a primeira transexual a finalizar o curso. Trabalhou no projeto da Nasa para elaborar um satélite no valor de 3,5 bilhões de dólares.
- Viviane dos Santos, química industrial, concluiu a graduação na Universidade Federal da Bahia. Estudou bioquímica e engenharia química na Delft University of Technology, na Holanda. Foi reconhecida por ter desenvolvido um produto catalisador que reduz a emissão de gases poluentes, premiado na Finlândia em 2010.